# Абрамович, Людвик
Людвик Кароль Абрамович (5 июля 1879, Москва — 9 марта 1939) — польский историк и общественный деятель, журналист, издатель. Краёвец.

## Биография
Окончил Ягеллонский университет в Кракове.
С 1905 года в Вильне.
С 1906 года сотрудник изданий «Gazeta Wileńska» («Виленская газета»), «Kurier Wileński».
В 1911—1938 годах редактировал и издавал газету «Przegląd Wileński» («Виленский обзор»).
В 1925—1939 годах председатель Научного комитета содействия библиотеке Врублевских (ныне Библиотека Академии наук Литвы имени Врублевских).
Был связан с белорусской общественно-культурной жизнью. В книге «Четыре века книгопечатания в Вильно, 1525—1925» (Вильно, 1925) писал о деятельности Франциска Скорины и его последователей.